# Gagyhy Dénes
Szentgerliczei Gagyhy Márton Vencel Dénes (Etéd, 1873. november 7. – Budapest, 1923. július 20.) író, pedagógus, irodalomtörténész.

## Életpályája
Szülei: Gagyhy Lajos és Szabó Julianna (1848–1913) voltak. Tanulmányait a budapesti egyetemen, Grenobleban és Párizsban végezte el. 1896-tól Egerben, Pozsonyban, Székesfehérváron és Budapesten oktatott.
Irodalomtörténeti munkái mellett több regénye és novelláskötete jelent meg. Az akkori lapokban számos elbeszélése volt olvasható. Életrajzi könyvet írt az unitárius egyház alapító püspökéről.
Sírja a Fiumei úti sírkertben található. Sírhelye (53-2-35) jeltelen.

## Művei
- A Rákóczi-kor elbeszélő költészete (Budapest, 1904)
- Élet és Álom (Budapest, 1907)
- Mária nővér (Szentgotthárd, 1911)
- A troubadourok (Budapest, 1912)
- Dávid Ferenc (Kolozsvár, 1926)